# Chiến tranh mạng
Chiến tranh mạng (tiếng Anh: cyberwarfare) hay còn gọi là Chiến tranh thông tin là việc áp dụng công nghệ thông tin ở mức độ cao trong các mặt hoạt động chỉ huy - quản lý, tình báo, điều khiển, chiến tranh điện tử, kinh tế, tâm lý, xã hội,...; là một loại hình tác chiến phổ biến trong chiến tranh hiện đại; đó là tổng hợp những hoạt động và biện pháp nhằm tung tin gây rối loạn, tác động vào các cơ cấu ra quyết định; nhằm làm cho đối phương có các hành động sai lầm hay có các quyết định vô hại có lợi cho ta, đồng thời ngăn cản hoạt động thu thập, xử lý thông tin của đối phương.
Mục đích của chiến tranh mạng là kiểm soát, điều khiển, tác động lên các quyết định và làm suy giảm hoặc phá huỷ các hệ thống mạng-viễn thông của đối phương trong khi bảo vệ các hệ thống của mình và đồng minh chống lại những hành động như vậy.
Mục tiêu tấn công của chiến tranh mạng là các cơ sở hạ tầng thông tin (quân sự, tài chính, ngân hàng, mạng máy tính quốc gia,...). Virus máy tính có thể làm cho hệ thống vũ khí của đối phương bị mất điều khiển, và cũng có thể phá hoại cơ sở hạ tầng kinh tế của quốc gia, làm cho nền kinh tế rối loạn, hay làm tắc nghẽn mạng thông tin. Hacker được đánh giá là thành phần cốt lõi cũng như là nguy hiểm nhất trong chiến tranh mạng. Hacker tập trung vào việc đánh cắp các bí mật quân sự; sử dụng virus tấn công các hệ thống máy tính làm cho hệ thống này bị tê liệt không thể đưa ra các quyết định đúng.

## Các hình thức của chiến tranh mạng
- Chiến tranh trong chỉ huy và điều khiển (command and control warfare C2W);
- Chiến tranh tình báo (information-based warfare - IBW);
- Chiến tranh điện tử (electronic warfare - EW);
- Chiến tranh tâm lý (psychological warfare - PSYW);
- Chiến tranh tin tặc hacker (hacker warfare);
- Chiến tranh thông tin kinh tế (economic information warfare - EIW);
- Chiến tranh điều khiển học (cyberwarfare).[2]

## Chiến tranh mạng tại một số quốc gia

### Trung Quốc
Theo các thống kê nhiều năm liên tiếp,Trung Quốc luôn là một trong 10 quốc gia khởi phát tấn công mạng hàng đầu trên giới. Nhiều nhóm hacker tại Trung Quốc thường xuyên thưc hiện các vụ tấn công mạng táo tợn đe dọa đến hệ thống hạ tầng-an ninh mạng tại nhiều quốc gia cũng như tiến hành các hoat động đánh cắp thông tin thẻ tín dụng, phát tán mã độc. Năm 2016, nhóm hacker 1937CN  của Trung Quốc đã tiến hành tấn công mạng các sân bay tại Việt Nam, đánh cắp thông tin của hơn 400.000 khách hàng. Trung Quốc cũng là quốc gia có nhiều sĩ quan nằm trong danh sách truy nã tội phạm mạng đặc biệt của FBI. Từ năm 2016, các cơ quan tình báo và chiến tranh mạng chủ yếu của quân đội Trung Quốc đã được biên chế vào lực lượng chi viện chiến lược mới thành lập. Quân đội Trung Quốc hiện nay cũng đang thúc đẩy tiến trình nhất thể hóa chiến tranh điện tử - mạng internet và có thể quản lý tốt hơn việc sử dụng vệ tinh (cho hoạt động thu thập, giám sát và trinh sát tình báo).

## Một số cuộc chiến tranh mạng tiêu biểu
- "Chiến tranh thông tin của Mỹ - từ Kosovo đến Nam Ossetia": trong cuộc chiến ở Nam Ossetia xảy ra năm 2008, ngoài cuộc đọ súng trên chiến trường, thế giới được chứng kiến một cuộc chiến tranh khác có phần còn quyết liệt hơn, gay cấn hơn giữa các bên - đó là cuộc "chiến tranh thông tin" giữa Mỹ và các nước phương Tây với Nga, mà ưu thế vượt trội không thuộc về Nga.[2]

## Trong văn hóa đại chúng
Khi mạng Internet bắt đầu được sử dụng phổ biến, nhiều tác phẩm văn hóa đại chúng như phim ảnh, tiểu thuyết viễn tưởng,... đã ra đời để khắc họa bối cảnh chiến tranh mạng trong thế giới hiện đại. Yếu tố chiến tranh mạng trở thành vấn đề không thể thiếu trong phần lớn các bộ phim hành động, gián điệp, âm mưu chính trị. Một số tác phẩm tiêu biểu của điện ảnh Hollywood về chiến tranh mạng được nhiều khán giả đánh giá cao là:
- Snowden: Bộ phim tái hiện về cuộc đời của Edward Snowden, một nhân viên NSA với tiết lộ đầy tranh cãi về chương trình giám sát đầy tranh cãi của NSA và CIA.
- The Fifth Estate: Câu chuyện về Julian Assange và Nick Davies với việc thành lập WikiLeaks, một tổ chức phi lợi nhuận đầy tranh cãi.
- Mr. Robot (phim truyền hình): Câu chuyện của một kĩ sư an ninh mạng với cuộc chiến chống lại tập đoàn mà anh đang làm việc.